# کانال سامور-آب‌شوران
کانال سامور-آب‌شوران (به لاتین: Samur–Absheron channel) یک آبراهه در جمهوری آذربایجان است که در حد فاصل میان شهرستان خاچماز و شهر باکوواقع شده‌است و آب مناطق میان این دو ناحیه را تامین می‌کند.